# Massicus fasciatus
Massicus fasciatus là một loài bọ cánh cứng trong họ Cerambycidae.